# Observatoire Fabra
L'Observatoire Fabra (catalan : Observatori Fabra) est un observatoire astronomique de Barcelone, en Catalogne, Espagne, situé à 415 mètres d'altitude.
Fondé en 1904, il est le quatrième plus ancien observatoire en activité dans le monde. Il est géré par l’Académie royale des sciences et arts de Barcelone et est principalement voué à l'étude d'astéroïdes et de comètes. Depuis sa création, on y prend aussi des données météorologiques et la sismologiques.

## Histoire
En 1894,  l’Académie royale des sciences et arts de Barcelone fait à la Députation provinciale de Barcelone une proposition de construction d'un observatoire astronomique, météorologique et sismique au Tibidabo. Le projet dirigé par le météorologue Eduard Fontserè est finalement refusé par la Députation mais fait germer l'idée.
Le projet est débloqué en 1900 par l'apport financier de Camilo Fabra (es), industriel et marquis d'Alella, qui apporte 80 % du budget comme le rappelle une grande plaque au pied de la monture du grand télescope. Les travaux démarrent en 1902 sous la direction de Josep Comas Solà qui est aussi chargé de modifier le projet initial. Le bâtiment est l'œuvre de l'architecte Josep Domènech i Estapà. 
Le 7 avril 1904, le roi Alphonse XIII et le Premier ministre M. Antonio Maura, inaugure solennellement l'Observatoire, dont le premier directeur est M. Josep Comas i Solà. En 1912, Eduard Fontserè prend la relève.
Le déclenchement de la guerre d'Espagne n'arrête pas l'activité scientifique de l'Observatoire Fabra. Le bâtiment est transformé à plusieurs reprises en camp de réfugiés par certains membres de l'Académie royale des sciences.

## Distinctions
L'observatoire Fabra reçoit en 1992 le Prix Narcís Monturiol de la Généralité de Catalogne.